# Birds vs. Worms
«Birds vs. Worms» es el tercer sencillo de la banda Modest Mouse. Fue grabado en 1997 y lanzado en 1997. El sencillo contiene "Birds vs. Worms"" en el lado-A, mientras que en el lado-B aparecen "Every Penny Fed Car" y "Four Fingered Fisherman". Las tres canciones luego salieron en la compilación Sad Sappy Sucker en el 2001. Solamente se hicieron 500 copias azúles vinyles del sencillo, lo cual lo hace un artículo de colección entre los fanes.

## Lista de canciones
Las siguientes canciones aparecen en el sencillo:
1. «Birds vs. Worms» – 2:10
2. «Every Penny Fed Car» – 3:02
3. «Four Fingered Fisherman» – 2:19

- Datos: Q4916129